# Larino
Larino è un comune italiano di 6 290 abitanti della provincia di Campobasso in Molise. Sede di alcune istituzioni e servizi pubblici, tra cui il tribunale e il carcere di massima sicurezza, dispone inoltre di diverse attività produttive operanti prevalentemente nel settore agricolo e nella piccola industria.
Notevoli sono le testimonianze storiche delle epoche passate, soprattutto dell'età romana, con siti archeologici di notevole interesse quali l'anfiteatro, le terme, il foro e mosaici, di epoca medievale come la cattedrale romanico-gotica dedicata al santo patrono San Pardo, dal caratteristico e unico nel suo genere rosone a 13 raggi, il palazzo ducale fondato nell'XI secolo e nei secoli ampliato e modificato, attualmente sede del museo civico, della biblioteca comunale e dell'archivio storico, il museo e l'archivio diocesano all'interno del palazzo vescovile, il convento dei frati cappuccini e alcuni palazzi e ville nobiliari del XVIII e XIX secolo.
La città di Larino vanta anche il primo seminario vescovile della Cristianità, fondato dal vescovo Belisario Balduino (1555-1591) il 26 gennaio 1564, il giorno stesso in cui Pio IV aveva confermato i decreti del Concilio di Trento.

## Geografia fisica

### Territorio
Situata tra le colline del Basso Molise, a un'altitudine di circa 400 m s.l.m., il territorio è prevalentemente collinare con una vasta zona pianeggiante (Piane di Larino) che si protrae verso la costa Adriatica. Confina con i comuni di Casacalenda, Guglionesi, Montorio nei Frentani, Palata, San Martino in Pensilis e Ururi.
I principali bacini idrografici sono il fiume Biferno, il torrente Cigno e l'invaso artificiale del Liscione.
Nei pressi di Larino numerosi sono i campi di olivo, che costituisce la coltura prevalente del territorio e dal quale si ottiene un olio di ottima qualità (dall'oliva autoctona Gentile di Larino). Altre coltivazioni tipiche sono la vite, i cereali e gli ortaggi.

### Clima
A Larino il clima è di tipo mediterraneo data la sua posizione in collina e la vicinanza alla costa. D'inverno è tendenzialmente freddo con sporadiche nevicate, mentre d'estate le temperature spesso superano i 30 °C.

## Storia

### Periodo italico
La sua fondazione è databile con molta probabilità intorno al XII secolo a.C. per mano del popolo Italico degli Osci, i quali le diedero il nome di Frenter. Successivamente la città venne distrutta e ricostruita col nome di Ladinod, così come trascritto su numerose monete antiche rinvenute in territorio larinate. Con il passare dei secoli questo termine subì modifiche tramutandosi nel nome latino Larinum, deformandosi successivamente in Larina, quindi in Alarino, per raggiungere nel XIX secolo l'attuale forma di Larino.

### Periodo romano
A seguito delle guerre sannitiche la città venne conquistata dalla Repubblica Romana (319 a.C.) e divenne una res publica, mantenendo una propria autonomia rispetto alle altre città frentane. Il nome fu modificato nel latino Larinum, ossia il luogo dove i Frentani ebbero i Lari. Durante la seconda guerra punica (218-202 a.C.) fu teatro di battaglie tra l'esercito di Annibale, accampato nella vicina Gerione, e Fabio Massimo, dittatore a Larinum.

### Periodo medievale
Dopo la caduta dell'Impero Romano, la dominazione dell'Italia meridionale ad opera dei Longobardi (VI-X secolo d.C.) influenzò la vita di Larino, che divenne parte integrante del Ducato di Benevento, conservando una certa autonomia giuridica garantita dalla presenza di un conte. Infatti essa era a capo di una delle 34 contee in cui era suddiviso il Ducato di Benevento.
La data tradizionale dell'842, associata alla memoria della traslazione delle reliquie del patrono san Pardo dalla città di Lucera a Larino, sancisce la traslazione definitiva dall'antica città romana, posta sulla collina e facilmente raggiungibile dalle incursioni saracene ed ungare provenienti dalla costa, verso la vallata sottostante più nascosta e posta su uno sperone roccioso difeso naturalmente.
Nel nuovo nucleo, sotto la successiva influenza del Regno di Napoli, a partire dal XIII sec. d.C., la città recuperò tutta la sua importanza e la presenza di un'importante fortezza, successivamente adibita a residenza dei regnanti dell'epoca (Palazzo Ducale), ne è la testimonianza insieme alla costruzione della nuova cattedrale in onore del patrono san Pardo (consacrata il 31 luglio 1319). Il 26 gennaio 1564, il vescovo Belisario Balduino, reduce dal Concilio di Trento, aprì a Larino il primo seminario diocesano nel mondo cattolico.

### Periodo borbonico
Con il riordinamento amministrativo nel regno di Napoli (1806), Larino passò dalla Capitanata alla nuova provincia di Molise e divenne capoluogo di distretto.

### Epoca contemporanea
Negli anni della seconda guerra mondiale, tra il 1940 e il 1943, Larino fu uno dei comuni del Molise destinati dalle autorità fasciste ad accogliere profughi ebrei in internamento civile. Con l'arrivo dell'esercito alleato nel settembre 1943, gli internati raggiunsero i territori liberati del Sud Italia.

#### Sisma del 2002
Larino, nel terremoto del Molise avvenuto tra il 31 ottobre e il 2 novembre del 2002, è stato uno dei centri più colpiti.
Alcuni dei monumenti più importanti sono stati danneggiati provocando disagi alla popolazione locale.
Tra questi il palazzo ducale, che è tornato sede del comune di Larino nel gennaio del 2009 dopo i lavori parziali di restauro, le chiese di San Francesco, Santo Stefano e Santa Maria, che sono tuttora in fase di ricostruzione, il liceo "F. D'Ovidio" e la scuola elementare "Novelli", per le quali sono previste opere di demolizione e che sono temporaneamente ospitate rispettivamente nella vecchia sede dell'ospedale civile Vietri e in prefabbricati siti vicino all'altro istituto "E. Rosano".
Gran parte delle abitazioni del centro storico è tuttora in via di ricostruzione, mentre molti edifici sono ancora puntellati e in attesa di restauro.

### Simboli
Lo stemma comunale raffigura un'ala d'argento in campo azzurro. Il gonfalone è costituito da un drappo di azzurro.

### Onorificenze
Con decreto del 1º gennaio 2000 il presidente della Repubblica Carlo Azeglio Ciampi conferisce al comune il titolo di città.

## Monumenti e luoghi d'interesse
- Borgo medievale. Il centro storico è caratterizzato, oltre che dal Palazzo Ducale e dal Duomo, da alcuni monumenti di epoca medievale e rinascimentale. Le torri, le ville, le mura di cinta ed alcune chiese presenti nel borgo testimoniano una vita sociale alquanto evoluta nei secoli passati. Molti sono i palazzi delle famiglie storiche locali che hanno avuto peso nella vita di Larino.

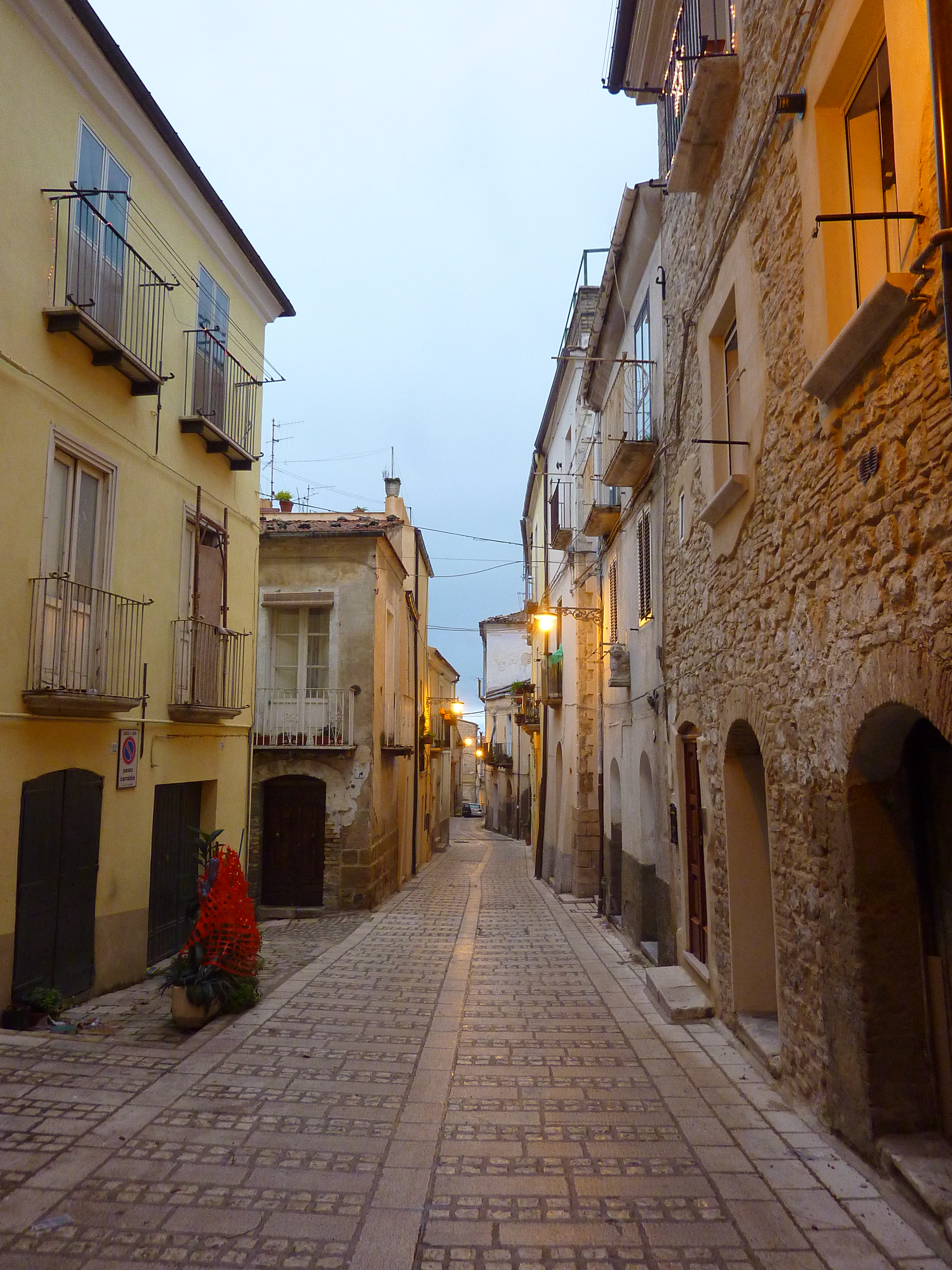
Larino, il corso

### Architetture religiose

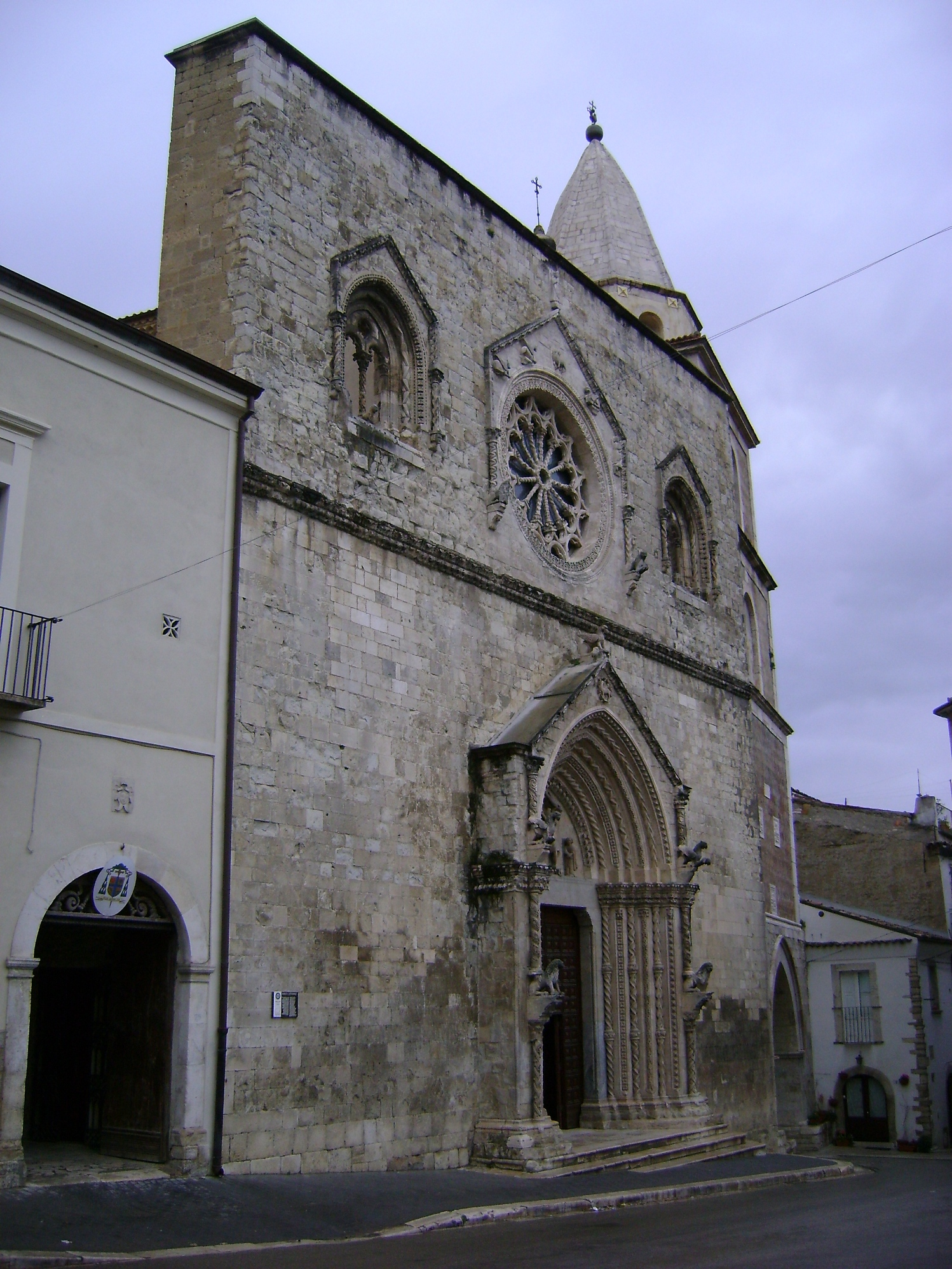
Duomo di San Pardo

- Duomo - Cattedrale di San Pardo. Gli abitanti di Larino, perseguitati nell'alto medioevo dalle orde saracene ed ungare, furono costretti a costruire un nuovo abitato in una zona meglio difendibile, ma non molto lontano dalla città romana: del nuovo nucleo si compone l'attuale centro storico dove Larino recuperò presto tutta la sua importanza. Qui fu costruita una nuova cattedrale dedicata all'Assunta e a San Pardo. È una chiesa in stile gotico-romanico consacrata il 30 luglio 1319 su un edificio più antico: di essa si hanno notizie già nel IX secolo. Pur imitando i modelli originali della cattedrale termolese, presenta un prospetto a coronamento orizzontale e un portale gotico attribuito al lancianese Francesco Petrini. È ornato da colonnine ortili ad intreccio e nella lunetta ogivale vi è una rappresentazione del Cristo in croce, fiancheggiato dalla Vergine e da San Giovanni. In alto vi sono due bifore delimitate da una ricca cornice e un gran rosone di tipo pugliese insolitamente a tredici raggi. L'interno è a tre alte navate spartite da arcate ogivali (cinque a sinistra e due a destra) poggiate su robusti pilastri cruciformi con elaborati capitelli. L'abside con snella monofora è a pianta quadrata coperta da una volta a crociera. Le pareti erano in origine coperte da affreschi del tardo Trecento e del pieno Quattrocento, dei quali restano alcuni brandelli rappresentanti Sant'Orsola e le compagne, San Michele Arcangelo e San Benedetto. Sul lato destro del portale si alza la rete campanaria dovuta a più mani: il basamento è opera di Giovanni da Casalbore del 1451, ma certamente è da considerare una ricostruzione su una struttura precedente; il primo piano, a pareti rivestite da mattoni a spina di pesce è opera del 1523. Del 1532 è invece la cappella dell'Annunciazione, dove una bella arcata è fiancheggiata da due eleganti paraste ornate con stemmi del vescovo di Larino Giacomo Sedani e della città. Tra le pareti è racchiusa un'Annunciazione in affresco. Della stessa epoca sono il tabernacolo e un rilievo raffigurante Cristo benedicente tra angeli e cornucopie posti sulla parete della navata sinistra. Al di sopra dei due rilievi lapidei c'è l'Immacolata Concezione, tela attribuita al Solimena. Nella sagrestia ci sono l'altare maggiore barocco e il trono vescovile in marmi policromi intarsiati, opere del napoletano Lorenzo Troccoli. Da segnalare due pannelli lignei rappresentanti l'ultima cena e l'ingresso del corpo di San Pardo in Larino, ornamenti di un confessionale oggi scomparso. L'arredo della concattedrale è completato da diverse tele tra cui quelle di Francesco Antonio Borzillo, realizzate a cavallo tra il Cinquecento ed il Seicento. La concattedrale a testimonianza della forte religiosità dei larinesi conserva un ricco e prezioso corredo.
- Palazzo Episcopale. Il palazzo si trova accanto alla Cattedrale, ed è sede del Museo diocesano "Mons. Andrea Tria". Nel museo sono esposte opere di arte sacra provenienti dalle chiese di Larino, non solo tele sei-settecentesche, ma anche affreschi medievali, sculture come bassorilievi o colonne provenienti dal Duomo, di estrema importanza affinché vengano meglio tutelate. Tra le tele si ricordano quelle di Francesco Solimena (il San Michele Arcangelo che scaccia Lucifero) e di Paolo Gamba suo allievo, provenienti da Ripabottoni.

### Architetture civili

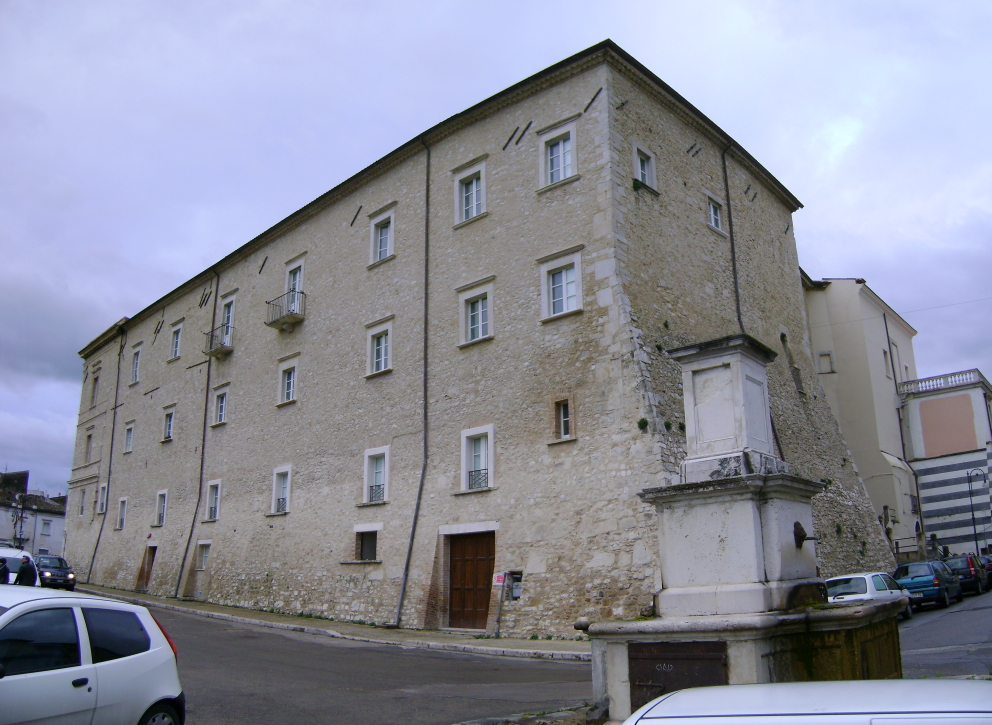
Il Palazzo ducale

- Palazzo Ducale. Edificato tra il 1100 ed il 1200 per volontà dei ricchi normanni, fu usato come dimora delle famiglie che reggevano le sorti di Larino e come prigione nella quale venivano rinchiusi banditi ed altri criminali. La sua collocazione era considerata strategica, in quanto era costruito tra la “Porta di Piano” e la “Porta da Basso” che fino alla metà dell'Ottocento erano gli unici ingressi alla cittadina frentana. Il Palazzo conservò la sua struttura di fortezza fino alla metà del Seicento e aveva due accessi. Entrambi portavano ad un cortile interno alla quale si accedeva ad una cantina per la conserva del vino, e ad un piano nobile dove erano collocate diverse stanze affrescate. Nella metà dell'Ottocento venne acquistato dal Decurionato della Municipalità di Larino. Dalla sua costruzione ad oggi il palazzo subì numerose modifiche, con la distruzione di sue vecchie parti e la costruzione di nuove. L'edificio è costituito da più piani, ed al suo accesso, dopo una lunga scalinata, presenta un atrio porticato sui quattro lati, su cui appoggia un loggiato con ampi archi a sesto acuto. Al primo piano è ubicato il Museo Civico, nella quale sono raccolti numerosi reperti per periodo romano, tra i quali anche diversi mosaici pregiati di età imperiale. In una delle innumerevoli stanze che compongono il palazzo è presente un affresco di inizio secolo, raffigurante l'ala su campo azzurro simbolo della città con ai quattro lati medaglioni con effigi di personaggi del periodo risorgimentale. La stanza è rifinita con motivi liberty. Il corridoio del cortile interno contiene una serie di iscrizioni e reperti antichi.
- Villa Zappone. Si trova accanto all'anfiteatro romano di Larinum; è una villa otto-novecentesca in stile liberty, costruita dall'avvocato Filomeno Zappone. Nel 1994 la villa è stata vincolata e la Soprintendenza dei Beni Archeologici ci ha istituito il parco archeologico della città di Larinum, per ospitare un piccolo museo con i reperti scultorei di maggior pregio. La villa conserva anche le scuderie, nel cui sottosuolo si trova un'antica cloaca romana. La villa dopo l'inaugurazione a nuova sede del museo archeologico, è stata chiusa per problemi burocratici, nel 2010 ci sono stati nuovi accordi tra il Comune e la direzione regionale dei Beni Culturali, ed è tornata ad essere fruibile.
- Teatro Risorgimento.

### Siti archeologici
- L'Anfiteatro romano. L'Anfiteatro romano di Larino venne realizzato alla fine del I secolo d.C. a seguito di lascito testamentario di un cittadino di Larinum di rango senatorio. Per realizzarlo fu modificato l'impianto viario dell'antica Larinum, rendendo necessario uno scavo nella roccia di più di sei metri sotto il piano stradale.

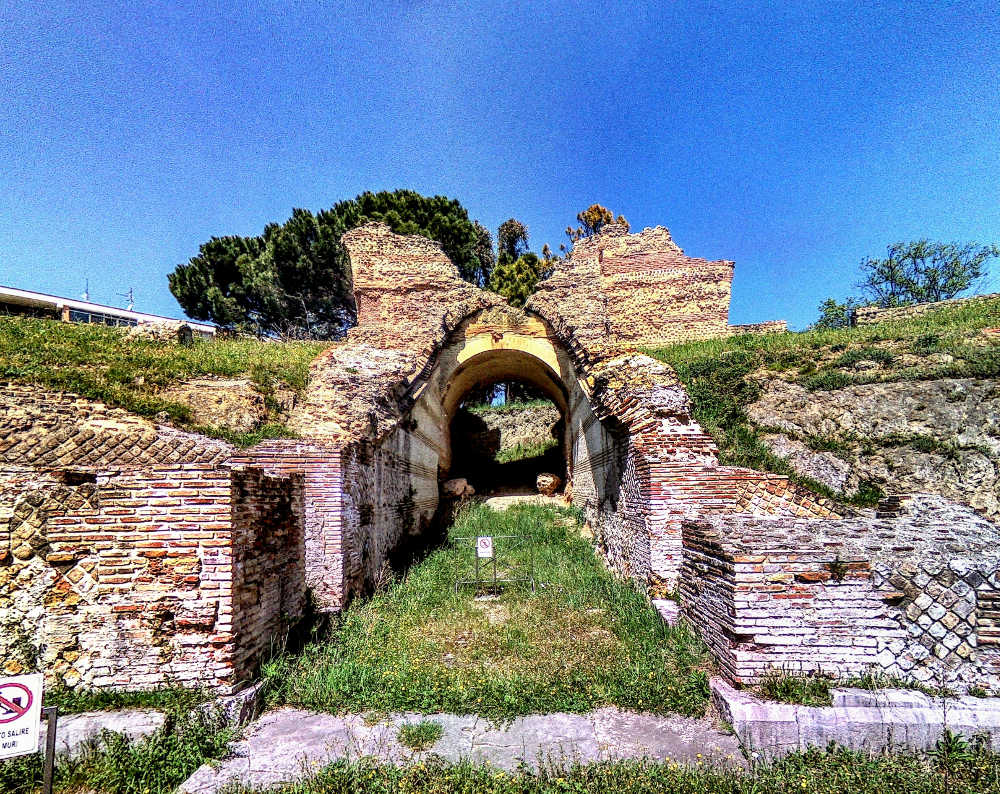
Anfiteatro romano, interno

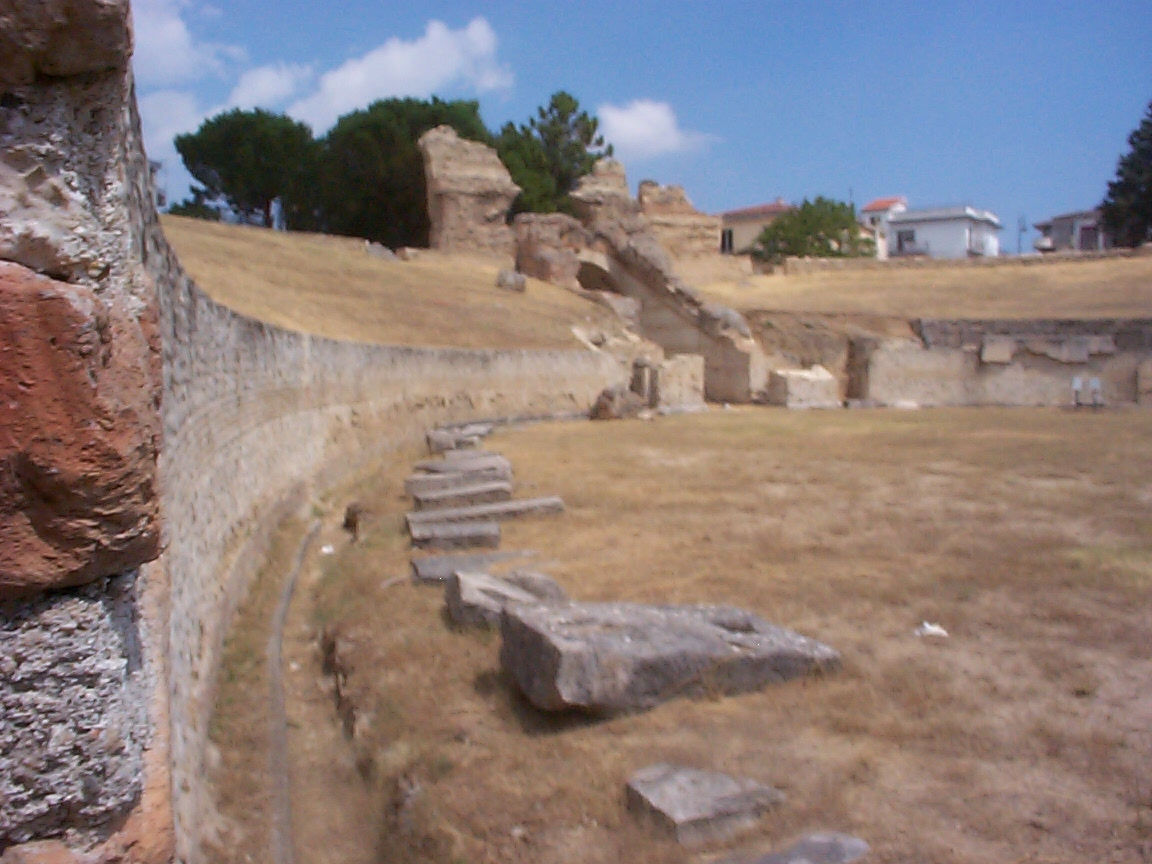
Anfiteatro romano I secolo a.C.

- Ara Frentana. È un'area lungo la Statale Sannitica 87 riservata a giardino pubblico e all'esposizione di materiale archeologico, come reperti di monumenti funerari ed edifici pubblici dell'epoca romana.
- Complesso termale: nella romana Larinum furono costruite 4 terme, disposte in diversi punti della città, due poste nelle vicinanze delle principali vie consolari. Un impianto è sotterrato, era costituito da due ambienti absidati, di cui uno pavimentato in mosaico, mentre l'altro era adibito a cisterna. Il secondo impianto è conservato in parte, sussistono ambienti absidati nonché la pianta quadrata di alcune sale. Il terzo complesso termale è scomparso, secondo delle testimonianze scritte doveva avere 10 sale, il quarto complesso termale si trova a sud-est dell'anfiteatro presso il parco di Villa Zappone, è costituito da ambienti sotterranei di forme diverse, di cui uno absidato, con pavimentazione di lastre di laterizi. Un grande ambiente è stato rinvenuto in ciascuna delle quattro terme, la sala grande, ornata sempre di mosaici con figure animalesche, come delfini e mostri marini.
- Foro romano: è l'area pubblica della città romana, posta a 100 mt. a nord-est dell'anfiteatro: è composta di un edificio sacro a pianta quadrata elevato su alto basamento, realizzato con la tecnica dell'opus latericium, ed altri ambienti posti a livello inferiore, rispetto al tempio. Questi ambienti erano formati da piattaforma sorretta da un muro in opus mixtum, da un porticato colonnato, da aule rettangolari, e una zona absidata caratterizzata da una serie di nicchie.
- Domus ellenistica: gli scavi di località Torre Sant'Anna, poco distante dall'area archeologica di Larinum, hanno riportato alla luce un'area pubblica porticata, di ambienti absidati e di un edificio sacro. Vi si trova anche una domus in parte distrutta, caratterizzata da un grande atrio quadrato in ciottoli policromi; un corridoio e al centro una vasca ad impluvium per raccogliere l'acqua delle piogge; l'a vasca è decorata da un mosaico in stile ellenistico, con ritratti un polipo e quattro cernie. Intorno alla stanza vi erano altri ambienti cui si accedeva attraversando delle stanze con la soglia in pietra e sostegni in bronzo.
- Domus con mosaico: l'edificio ha pianta rettangolare con abside, cui si accede tramite una porta a blocchi di calcare. Il pavimento presenta un mosaico bianco a tessere nere, con ritratti motivi geometrici e floreali. L'andamento absidale viene sottolineato da una cornice di due fasce, sulle quali spiccano croci greche alternate a quadrati e una serie di rombi e triangoli. Nella zona absidale il pavimento è a lunetta, invece al centro si trova una cisterna circolare di forma tronco-conica, con le pareti rivestite in laterizi.

## Società

### Evoluzione demografica
Abitanti censiti

### Istituzioni, enti e associazioni
A Larino è nata l'Associazione Nazionale Città dell'Olio, che ha come scopo quello di promuovere uno dei prodotti agricoli più apprezzati in Italia, l'olio di oliva; vi aderiscono 200 comuni di quasi tutta Italia.

## Cultura

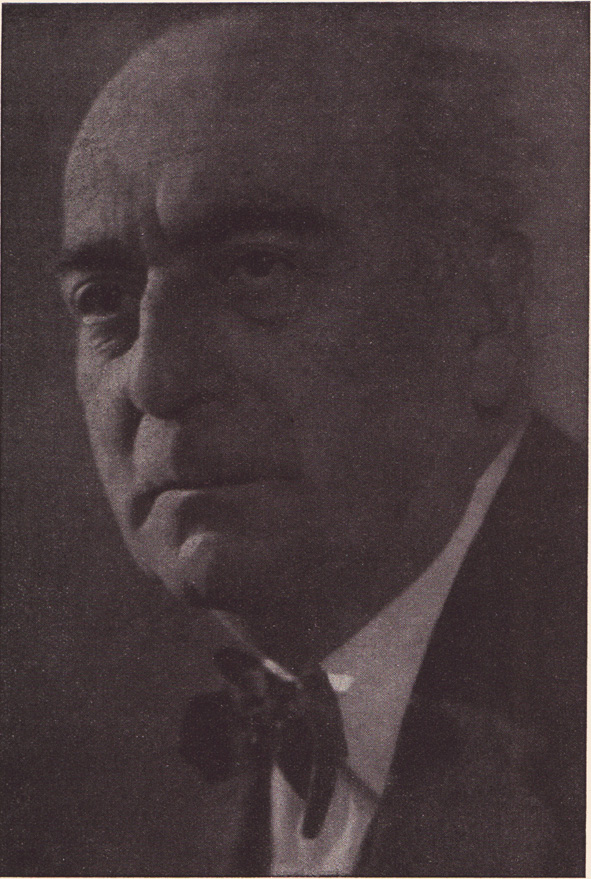
Adriano Lualdi noto per "Attolite Portas"

### Cinema
- 2013 - Il sole dei cattivi, un film di Paolo Consorti sulla passione di Cristo.[10]

### Eventi

#### La carrese di San Pardo
La caratteristica festa del patrono San Pardo si svolge il 25, 26 e 27 maggio, ed è considerata da noti esperti una delle più belle che si celebrano in Italia.
Le origini di questa festa sono datate all'anno 842, quando alcuni abitanti sopravvissuti all'invasione dei Saraceni, trovarono il sepolcro che racchiudeva il corpo del Santo, considerandolo come un ritrovamento miracoloso, i larinesi elessero il Santo come loro protettore, caricarono le sue spoglie su un carro rivestito di fiori e lo portarono in città in una trionfante processione.
L'allestimento dei carri (oggi se ne contano circa 130) è un'operazione che richiede tempo e impegno. I carri sono trainati da pecore, vitelli, mucche e buoi, artisticamente addobbati e ricoperti di fiori di carta crespa lavorati a mano dagli abitanti del paese.
Il carro rappresenta il simbolo della famiglia tramandato da generazione in generazione, in segno di continuità e della tradizione.
Ciascun carro è contraddistinto da un numero progressivo, attribuitogli a seconda della data di fondazione; i numeri più bassi corrispondono a quelli più antichi, quelli più alti sono di origine recente.

#### Fiera d'ottobre
La fiera d'ottobre è una fiera campionaria di origini contadine che nei secoli scorsi era punto di passaggio per tutti coloro che, attraverso i tratturi, effettuavano la transumanza verso la vicina Puglia, si vendevano soprattutto animali da fattoria, salumi e formaggi.
La prima edizione risale al XVIII secolo. Ancora oggi si svolge solitamente durante la seconda settimana di ottobre e vede riunirsi centinaia di commercianti di tutto il centro Italia.
Al giorno d'oggi alla fiera ci sono prodotti per la pelle, abbigliamento, ma anche salumi, formaggi ed elettrodomestici per la casa. La fiera d'Ottobre è composta da una parte esterna ed una interna, in quella esterna ci sono dei piccoli medi e grandi trattori o utensili per le campagne all'interno appunto salumi, formaggi, cosmetici per la pelle materassi ecc...

#### Carnevale Larinese
Ogni anno, solitamente durante il weekend che precede il Martedì Grasso, si svolge la sfilata dei "giganti di cartapesta", carri allegorici costruiti da gruppi di giovani del posto che raggiungono i 6 metri di altezza. La manifestazione, tra le più importanti del Molise, si svolge dal 1976 e negli ultimi anni ha visto uno sviluppo notevole della tecnica utilizzata dai mastri cartapestai, paragonando i manufatti a quelli del vicino Carnevale di Putignano.

## Amministrazione
Di seguito è presentata una tabella relativa alle amministrazioni che si sono succedute in questo comune.
| Periodo         | Periodo        | Primo cittadino       | Partito                              | Carica              | Note   |
| --------------- | -------------- | --------------------- | ------------------------------------ | ------------------- | ------ |
| 8 maggio 1989   | 19 giugno 1990 | Egidio Iannucci       | Democrazia Cristiana                 | Sindaco             | [ 11 ] |
| 19 giugno 1990  | 7 ottobre 1992 | Guglielmo Giardino    | Democrazia Cristiana                 | Sindaco             | [ 11 ] |
| 5 dicembre 1992 | 17 agosto 1994 | Francesco De Camillis | Democrazia Cristiana                 | Sindaco             | [ 11 ] |
| 17 agosto 1994  | 24 aprile 1995 | Alberto Malorni       | Partito Democratico della Sinistra   | Sindaco             | [ 11 ] |
| 24 aprile 1995  | 12 marzo 1999  | Pardo Spina           | Partito Popolare Italiano            | Sindaco             | [ 11 ] |
| 12 marzo 1999   | 14 giugno 1999 | Maria Nicolina Testa  |                                      | Comm. pref.         | [ 11 ] |
| 14 giugno 1999  | 12 marzo 2002  | Francesco Sabetti     | lista civica                         | Sindaco             | [ 11 ] |
| 24 aprile 2002  | 27 maggio 2003 | Patrizia Perrino      |                                      | Comm. straordinario | [ 11 ] |
| 27 maggio 2003  | 15 aprile 2008 | Nicola Anacoreta      | lista civica                         | Sindaco             | [ 11 ] |
| 15 aprile 2008  | 28 maggio 2013 | Guglielmo Giardino    | lista civica                         | Sindaco             | [ 11 ] |
| 28 maggio 2013  | 11 giugno 2018 | Vincenzo Notarangelo  | lista civica: la fabbrica delle idee | Sindaco             | [ 11 ] |
| 11 giugno 2018  | in carica      | Giuseppe Puchetti     | lista civica: Si@mo Larino           | Sindaco             | [ 11 ] |

### Gemellaggi
- San Pellegrino Terme, dal 1989[senza fonte]